# Zachenried
Zachenried ist ein Stadtteil der oberbayerischen Kleinstadt Penzberg im Landkreis Weilheim-Schongau. Die Einöde liegt circa vier Kilometer nordnordöstlich vom Penzberger Stadtkern.
Etwa 200 m südwestlich befindet sich der Weiler Nantesbuch. Im Osten verläuft in ca. 150 m Entfernung die Staatsstraße 2370 und noch 200 m weiter die Loisach.
Im 18. Jahrhundert bestanden in Zachenried ein Viertel- und ein Achtelhof. Heute besteht nur noch der westliche davon, sowie ein Nebengebäude und ein um 2020 errichtetes Wohnhaus.
Zachenried gehört zur katholischen Pfarrei Iffeldorf.
| Jahr | Einwohner | Gebäude (ab 1885 nur Wohngebäude) |
| ---- | --------- | --------------------------------- |
| 1818 | 16        | 2                                 |
| 1825 | 8         | 2                                 |
| 1861 | 8         |                                   |
| 1871 | 8         | 3                                 |
| 1885 | 11        | 1                                 |
| 1900 | 10        | 1                                 |
| 1925 | 10        | 1                                 |
| 1950 | 9         | 1                                 |
| 1961 | 7         | 1                                 |
| 1966 | 9         |                                   |
| 1970 | 7         |                                   |
| 1987 | 2         | 1                                 |